# Brunpudrad nållav
Brunpudrad nållav (Chaenotheca gracillima) är en lavart som först beskrevs av Vain., och fick sitt nu gällande namn av Tibell. Brunpudrad nållav ingår i släktet Chaenotheca och familjen Coniocybaceae.  Arten är reproducerande i Sverige. Inga underarter finns listade i Catalogue of Life.